# Melolobium obcordatum
Melolobium obcordatum es una especie de planta floral del género Melolobium, tribu Genisteae, familia Fabaceae.

## Distribución
Se distribuye por provincias del Cabo, KwaZulu-Natal y Lesoto.

## Taxonomía
Fue descrita por Harv. y publicada en W.H.Harvey & auct. suc. (eds.), Fl. Cap. 2: 81 (1862).